# La Boca
La Boca is een wijk (barrio) van de Argentijnse hoofdstad Buenos Aires. Het heeft een sterk Europese invloed, vele bewoners stammen af van Italiaanse inwijkelingen, met name uit Genua en zou zelfs genoemd zijn naar de Genuese wijk Boccadasse. La Boca is een populaire bestemming bij de toeristen vanwege de kleurrijke huizen, tangoclubs en Italiaanse tavernes.
De Argentijnse topvoetbalclub CA Boca Juniors komt uit La Boca.
Agronomía · Almagro · Balvanera · Barracas · Belgrano · Boedo · Caballito · Chacarita · Coghlan · Colegiales · Constitución · Flores · Floresta · La Boca · La Paternal · Liniers · Mataderos · Monte Castro · Monserrat · Nueva Pompeya · Núñez · Palermo · Parque Avellaneda · Parque Chacabuco · Parque Chas · Parque Patricios · Puerto Madero · Recoleta · Retiro · Saavedra · San Cristóbal · San Nicolás · San Telmo · Vélez Sársfield · Versalles · Villa Crespo · Villa del Parque · Villa Devoto · Villa Lugano · Villa Luro · Villa Mitre · Villa Ortúzar · Villa Pueyrredón · Villa Real · Villa Riachuelo · Villa Santa Rita · Villa Soldati · Villa Urquiza